# Miquel Carrillo i Giralt
Miquel Carrillo i Giralt (Campdevànol, el Ripollès, 10 de setembre del 1958) és un tècnic d'exportació i polític català, diputat al Parlament de Catalunya en la VII Legislatura
Resident a Gelida des dels dos anys, és tècnic en gestió comercial i màrqueting per la Universitat Oberta de Catalunya i té estudis d'economia per la Universitat de Barcelona. Treballa en el sector de filatura del ram tèxtil com a tècnic d'exportació i director comercial. Va ser militant del PSUC (1976-1982) i membre de l'Assemblea de Catalunya, el Comitè Antinuclear de Catalunya i de la Crida. El 1997 va entrar a militar a Esquerra Republicana, partit pel qual va ser regidor a l'Ajuntament de Gelida entre el 1995 i el 2008 i alcalde del 2003 al 2005 i del 2006 al 2007. Ha estat diputat al Parlament de Catalunya en dues ocasions: 2005-2006 i 2008-2010. Va ser fundador de Ràdio Gelida, de la qual va ser director des del 1981 al 1991. És afiliat de Comissions Obreres i soci d'Amnistia Internacional.